# رواسکیا
رواسکیا (به ایتالیایی: Roaschia) یک کومونه در ایتالیا است که در استان کونیو واقع شده‌است. رواسکیا ۲۴٫۱ کیلومتر مربع مساحت و ۱۵۷ نفر جمعیت دارد و ۸۲۲ متر بالاتر از سطح دریا واقع شده‌است.